# Belonogaster barbata
Belonogaster barbata är en getingart som beskrevs av Richards 1982. Belonogaster barbata ingår i släktet Belonogaster och familjen getingar. Inga underarter finns listade.